# Danske mesterskaber i atletik 1901
Danske mesterskaber i atletik 1901 var det ottende Danske mesterskaber i atletik. For første gang var der et stort antal discipliner med på programmet. Mesterskabet var åben for udenlandske deltager.
| Disciplin     | Guld                                               | Sølv                                           | Bronze                                             |
| ------------- | -------------------------------------------------- | ---------------------------------------------- | -------------------------------------------------- |
| 100 meter     | Ferdinand Petersen Hellerup IK 11.8                | Harald Grønfeldt Freja København 12.0          | A. Bentzon Malmö +8m                               |
| ¼ mile        | Harald Grønfeldt Freja København 53.2              |                                                |                                                    |
| ½ mile        | Harald Grønfeldt Freja København 2:09.6            |                                                |                                                    |
| 1 mile        | Axel Poulsen IF Sparta 5:00.4                      | Christian "C" Christensen Københavns FF 5:05.2 | Johannes Hansen Københavns FF ?                    |
| 1 dansk mil   | Axel Poulsen IF Sparta 25:40.0                     | Johannes Hansen Københavns FF 26:41.?          | C. M. Jacobsen Københavns FF 26:42.?               |
| 15km cross    | Axel Poulsen IF Sparta 1:10,29                     | Lauritz Mortensen IF Sparta 1:20.01            | A. Olsen Københavns FF 1:20.01                     |
| 120 yards hæk | O. Svensson Malmö 18.4                             |                                                |                                                    |
| Længdespring  | Niels Bernhard Løw Ordrup latin- og Realskole 5,74 | O. Mortensen Frederikssund 5,62                | Knut K. Stamsø [1] IFK Malmö 5,27                  |
| Højdespring   | Knut K. Stamsø IFK Malmö 1,58                      | Carl Holmberg IFK Malmö 1,56                   | Niels Bernhard Løw Ordrup latin- og Realskole 1,54 |
| Stangspring   | Hans L. Larsen Frederikssund 2,42                  |                                                |                                                    |
| Kuglestød     | Charles Winckler Handelsstandens AK 10,04          | Moritz Rasmussen Københavns FF 9,25            | O. Ek Malmö 9,10                                   |
| Diskoskast    | Knut K. Stamsø IFK Malmö 27,80                     |                                                |                                                    |
| Hammerkast    | Moritz Rasmussen Københavns FF 29,15               |                                                |                                                    |
| Spydkast      | O. Svensson Malmö 34,60                            |                                                |                                                    |
| Femkamp       | Moritz Rasmussen Københavns FF ?                   |                                                |                                                    |
| Tikamp        | Moritz Rasmussen Københavns FF 4049.00             |                                                |                                                    |
| 1 mile gang   | Peter Holm IF Sparta 3:57.12,0                     |                                                |                                                    |
| 50km gang     | Alfred Mayer IF Sparta 3:57.12,0                   |                                                |                                                    |
Kilde: DAF i tal

Fodnote: 
1. ↑  Knut K. Stamsø var en norsk atlet boende i Malmø.

| Atletik | Spire Denne artikel om atletik er en spire som bør udbygges. Du er velkommen til at hjælpe Wikipedia ved at udvide den. |